# 羊起司麵疙瘩
羊起司麵疙瘩是斯洛伐克的國家代表食物之一。羊起司麵疙瘩由起司麵疙瘩（煮熟的马铃薯塊，外觀類近玉棋）與中東歐羊芝士（軟質羊奶酪）製成，主要材料為薯仔、麵粉、鹽與羊芝士，可選附加材料包括熟熏豬肉脂肪或煙肉，以及細香葱或葱。
傳統上，在吃羊起司麵疙瘩時會一起喝羊乳清。圖雷茨卡會舉辦一年一度的羊起司麵疙瘩節，活動內容包括大胃王比賽。